# Тимченко, Евгений Константинович
Евгений Константинович Тимченко (укр. Євген Костянтинович Тимченко; 27 октября (8 ноября) 1866, Полтава − 22 мая 1948, Киев) — украинский советский филолог-русист и украинист, языковед-украиновед, переводчик. Академик АН УССР. Член-корреспондент АН СССР с 1929. Действительный член Научного общества имени Т. Шевченко, член Киевской Старой Громады (1918—1932), профессор Киевского университета и Института народного образования, председатель Постоянной Комиссии по составлению исторического словаря украинского языка ВУАН (с 1918).
(Литературный псевдоним — Богун).

## Биография
В 1910 году окончил Киевский университет. С 1911 работал в Варшавском университете, в 1918—1932 — профессор Киевского университета.
В 1919—1948 (с перерывами) — научный сотрудник АН УССР.
В 1938 году был репрессирован, арестован и после суда сослан в Красноярский край (реабилитирован в 1944 году), в 1943 вернулся в Киев, с 1944 года стараниями Максима Рыльского и Леонида Булаховского вновь работал старшим научным сотрудником Института языкознания АН УССР. До 1948 года не печатался, посмертно вышла его статья «Одна діалектна особливість вживання морфеми -ся».
Из списков АН был исключен и при жизни не восстановлен.

## Научная деятельность
Автор трудов по истории украинского языка, учебников. Автор первого перевода финского эпоса «Калевала» на украинский язык.
В вопросах современного литературного языка был типичным представителем архаизаторско-этнографической школы, которая ориентировалась на самобытность развития речи в духе соответственно отобранных диалектных записей, а в истории языка — младограмматиком.
Выступал против гипотезы о правосточнославянском языке («Слов’янська одність і становище української мови в слов’янській родині» в журнале «Україна», 1924).
Главным трудом Тимченко стал «Исторический словарь украинского языка (XIV—XVIII веков)». Тимченко составил его прототип в начале XX века и должен был быть издать его как дополнение к фундаментальному «Словарю украинского языка» Б. Гринченко (1907—1909), однако первый том (А-Ж) в очень распространённой версии при сотрудничестве Е. Волошина, К. Лазаревской и Г. Петренко вышел только в 1930—1932 годах. Преследования представителей украинской культуры в СССР прекратили работу над словарем, очередной выпуск был уничтожен в типографии.
Переводил карельско-финский и эстонский народные эпосы: «Калевала» (1901), «Калевипоэг» (частично) и с французского языка (Мопассан, Метерлинк, Гюго).

## Избранные труды
- Русско-малорусский словарь (2 томах, 1897—1899)
- Українська граматика (1907, 1917, 1918)
- Програма до збирання діалектичних одмін української мови (1910, в соавт.)
- Функции генетива в южнорусской языковой области (1913)
- Вказівки, як записувати діалектичні матеріали на українськім язиковім обширі (1925)
- Льокатив в українській мові (1925)
- Номінатив і датив в українській мові (1925)
- Курс історії українського язика" (1927),
- Вокатив і інструменталь в українській мові (1926),
- Акузатив в українській мові (1928),
- Історичний словник українського язика, вып. 1—2 (соавтор и редактор, 1930—1932) и др.

Автор школьных учебников: «Українська граматика» (1907) и «Українська граматика для шкіл середніх» (1918).

## В сети
- Профиль Е. К. Тимченко на сайте Института языковедения им. А. А. Потебни НАН Украины (укр.)
- Тимченко, Евгений Константинович на официальном сайте РАН